# Caesarstone Sdot-Yam
Caesarstone Sdot-Yam, o Caesarstone, è una società quotata in borsa che si occupa nella produzione e vendita di superfici in quarzo. L'azienda è stata fondata nel 1987 e la sua sede si trova nel Kibbutz Sdot Yam in Israele.

## Profilo Aziendale
Caesarstone produce i suoi prodotti di quarzo in due aziende situate in luoghi diversi in Israele: Kibbutz Sdot Yam presso Caesarea nel Distretto di Haifa e la zona industriale Bar Lev situata nei pressi del Carmiel nel Distretto Settentrionale. I prodotti della Ceasarstone sono abitualmente usati come piani di lavoro per la cucina e per la stanza da bagno.
Nel febbraio 2012 Caesarstone deposita presso la Commissione per i Titoli e gli Scambi un'offerta pubblica iniziale fino a $115 milioni e quota le proprie azioni alla borsa NASDAQ di scambio. Tra le aziende coinvolte nel IPO vi sono JPMorgan Chase, Barclays, Credit Suisse, e Robert W. Baird & Co.. La Caesarstone con 6,7 milioni di azioni ha iniziato le contrattazioni sul NASDAQ il 22 marzo al prezzo di 11 dollari per ogni azione.